# Le Fils de l'épicière, le Maire, le Village et le Monde
Pour plus de détails, voir Fiche technique et Distribution.
Le Fils de l'épicière, le Maire, le Village et le Monde est un film documentaire franco-belge réalisé en 2020 par Claire Simon et sorti en 2021.

## Synopsis
L'histoire de la création de la plate-forme Tënk.

## Fiche technique
- Titre : Le Fils de l'épicière, le Maire, le Village et le Monde
- Réalisation : Claire Simon
- Photographie : Claire Simon
- Son : Virgile Van Ginneken, Elias Boughedir, Nathalie Vidal et Aline Gavroy
- Montage : Luc Forveille et Claire Simon
- Musique : Nicolas Repac
- Production : Petit à Petit Production - RTBF
- Pays :  France -  Belgique
- Genre : documentaire
- Durée : 111 minutes
- Date de sortie : 1er septembre 2021

## Sélections
- Rencontres Internationales du documentaire de Montréal 2020[1]
- États généraux du film documentaire 2021[2]
- Thessaloniki Documentary Festival 2021[2]